# Jules Masselis
Jules Masselis, né le 19 novembre 1886 à Moorslede et mort le 29 juillet 1965, est un coureur cycliste belge.

## Palmarès
- 1908
  - 3e de Bruxelles-Micheroux
  - 10e de Paris-Roubaix
- 1909
  - Paris-Liège
  - 3e de Paris-Roubaix
- 1910
  - Tour de Belgique :
    - Classement général
    - 5e et 7e étapes

  - 2e de Paris-Menin
  - 8e de Paris-Roubaix
- 1911
  - 2e étape du Tour de France
  - 2e du championnat de Belgique sur route
  - 3e de Bordeaux-Paris
- 1912
  - Paris-Menin
  - 3e de Milan-San Remo
  - 6e de Paris-Roubaix
- 1913
  - 2e étape du Tour de France
  - 7e de Paris-Roubaix
- 1920
  - 6e de Paris-Tours
- 1921
  - 3e de Paris-Dinant

## Résultats sur le Tour de France
5 participations
- 1908 : abandon (3e étape)
- 1911 : abandon (5e étape), vainqueur de la 2e étape ; 1 jour leader du classement général
- 1913 : abandon (7e étape), vainqueur de la 2e étape ; 1 jour leader du classement général
- 1919 : abandon (9e étape)
- 1920 : abandon (7e étape)